# Eana
Eana är ett släkte av fjärilar som beskrevs av Gustaf Johan Billberg 1820. Eana ingår i familjen vecklare.

## Bildgalleri

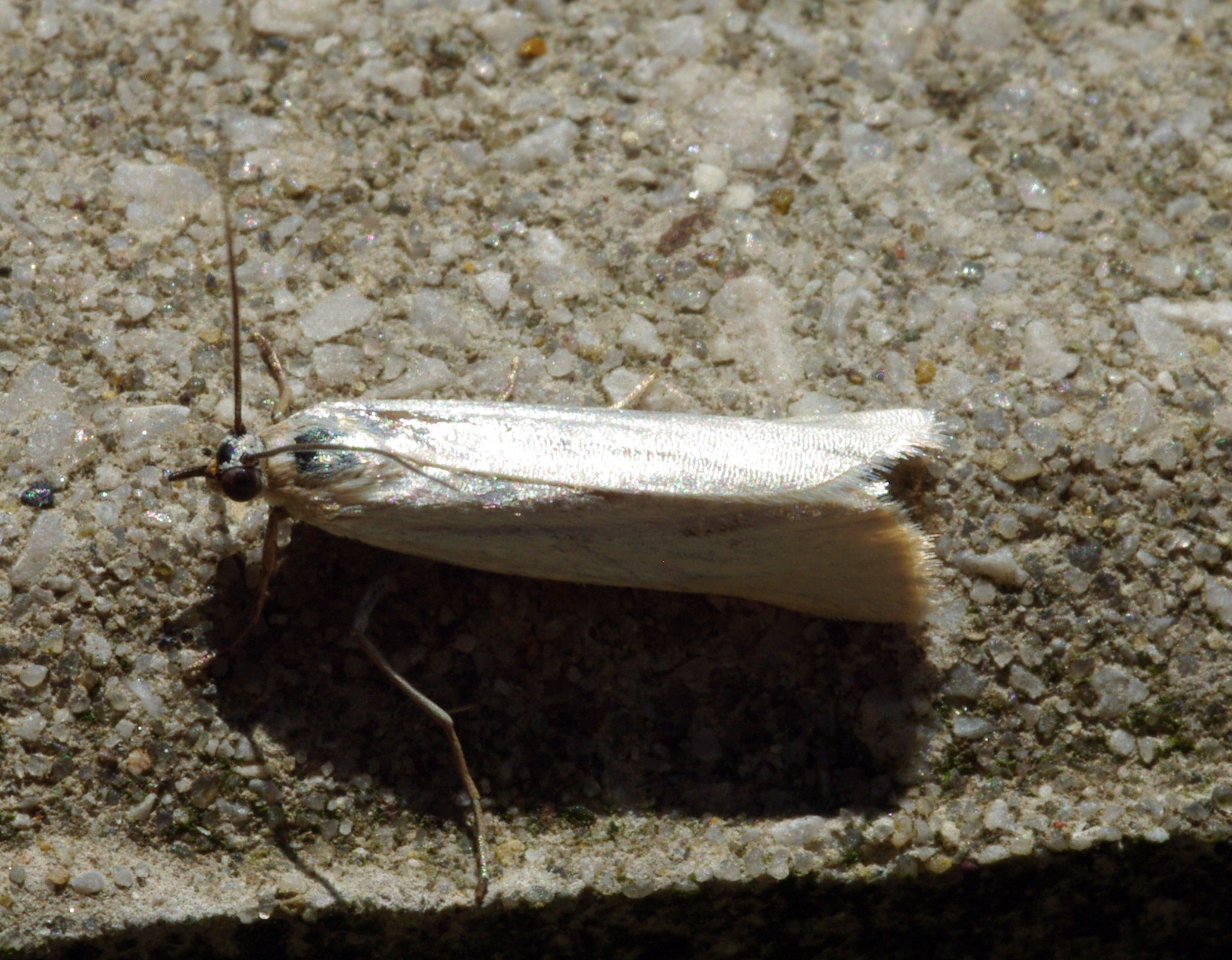
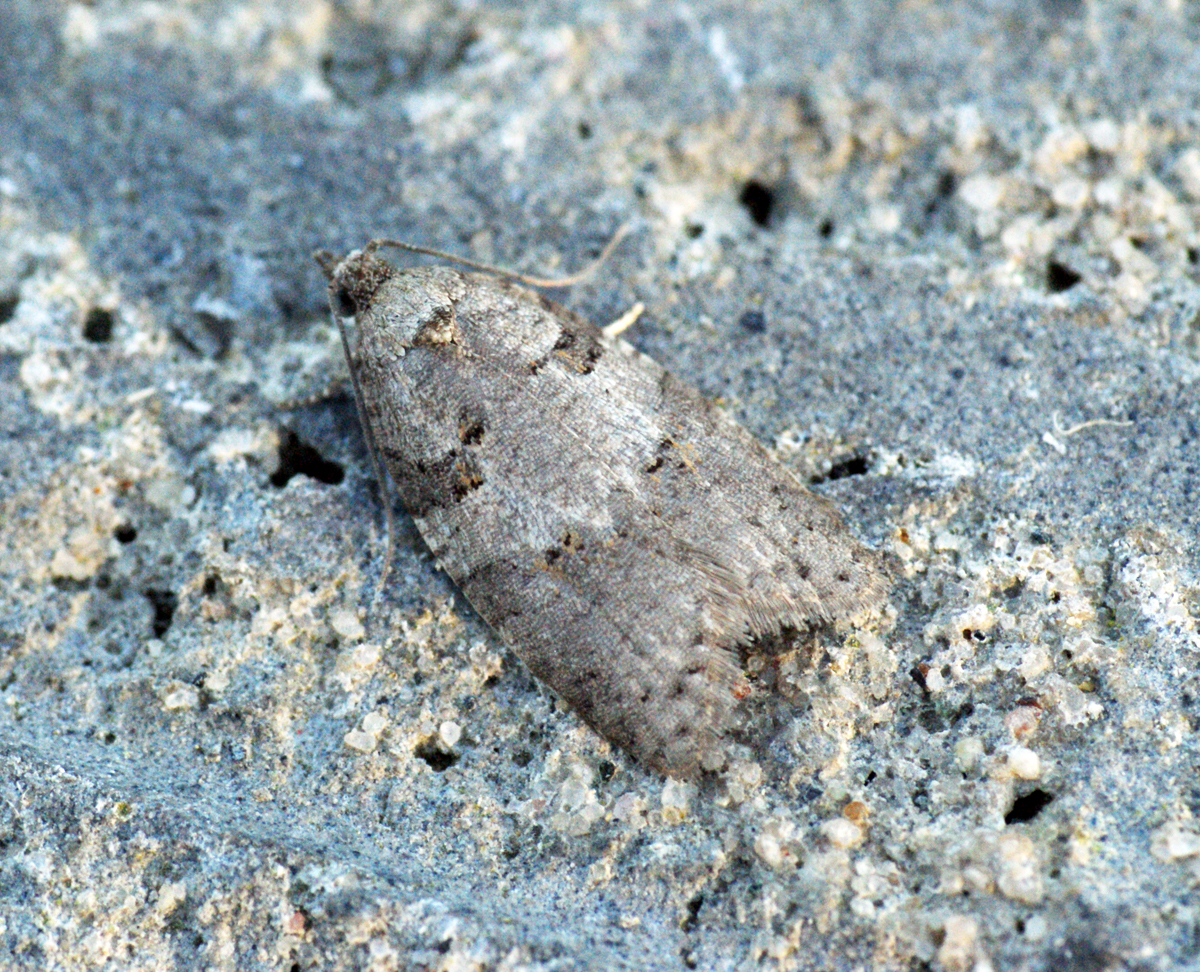
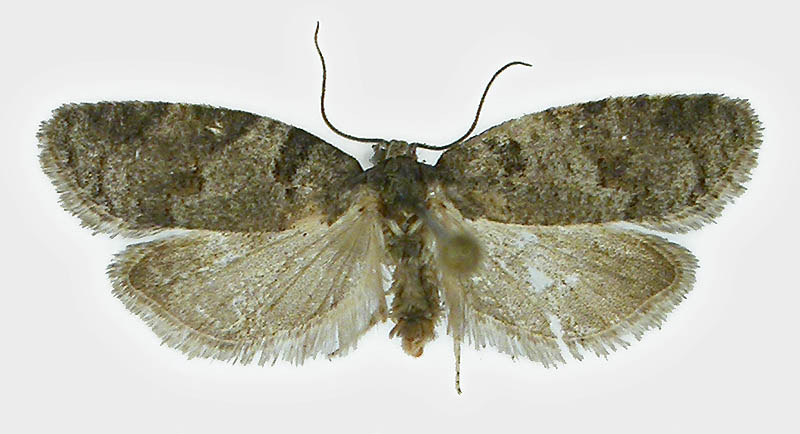
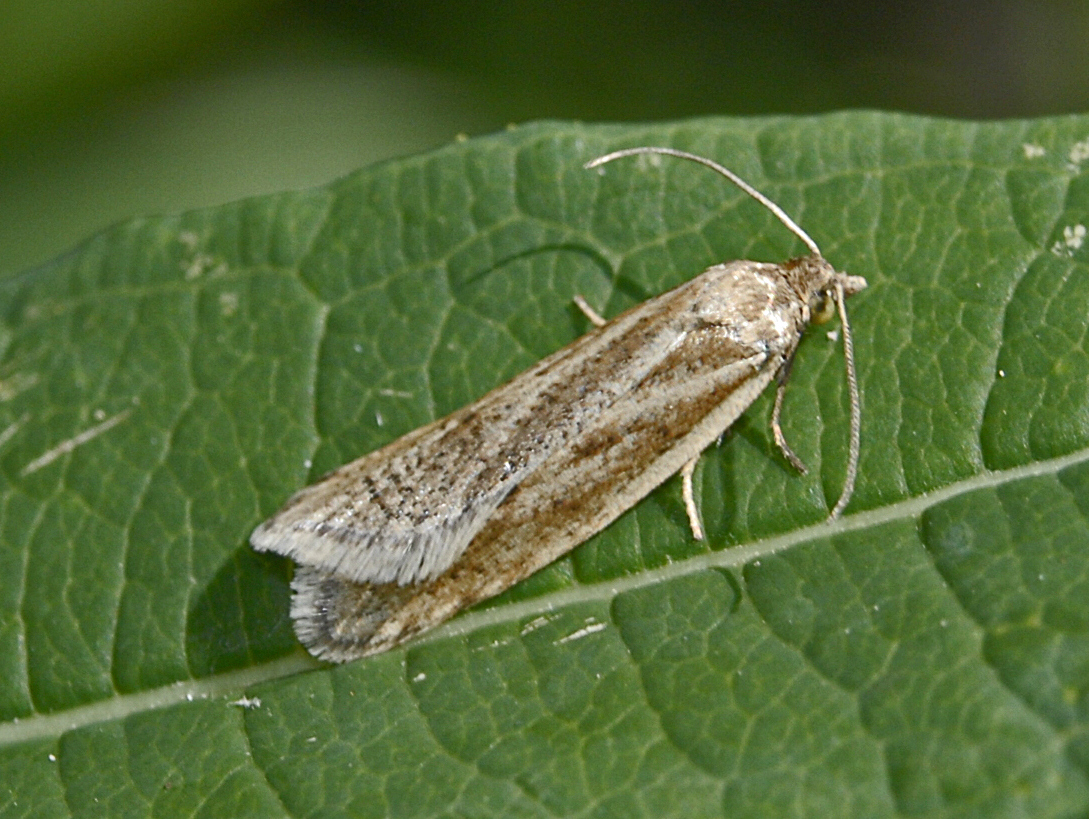
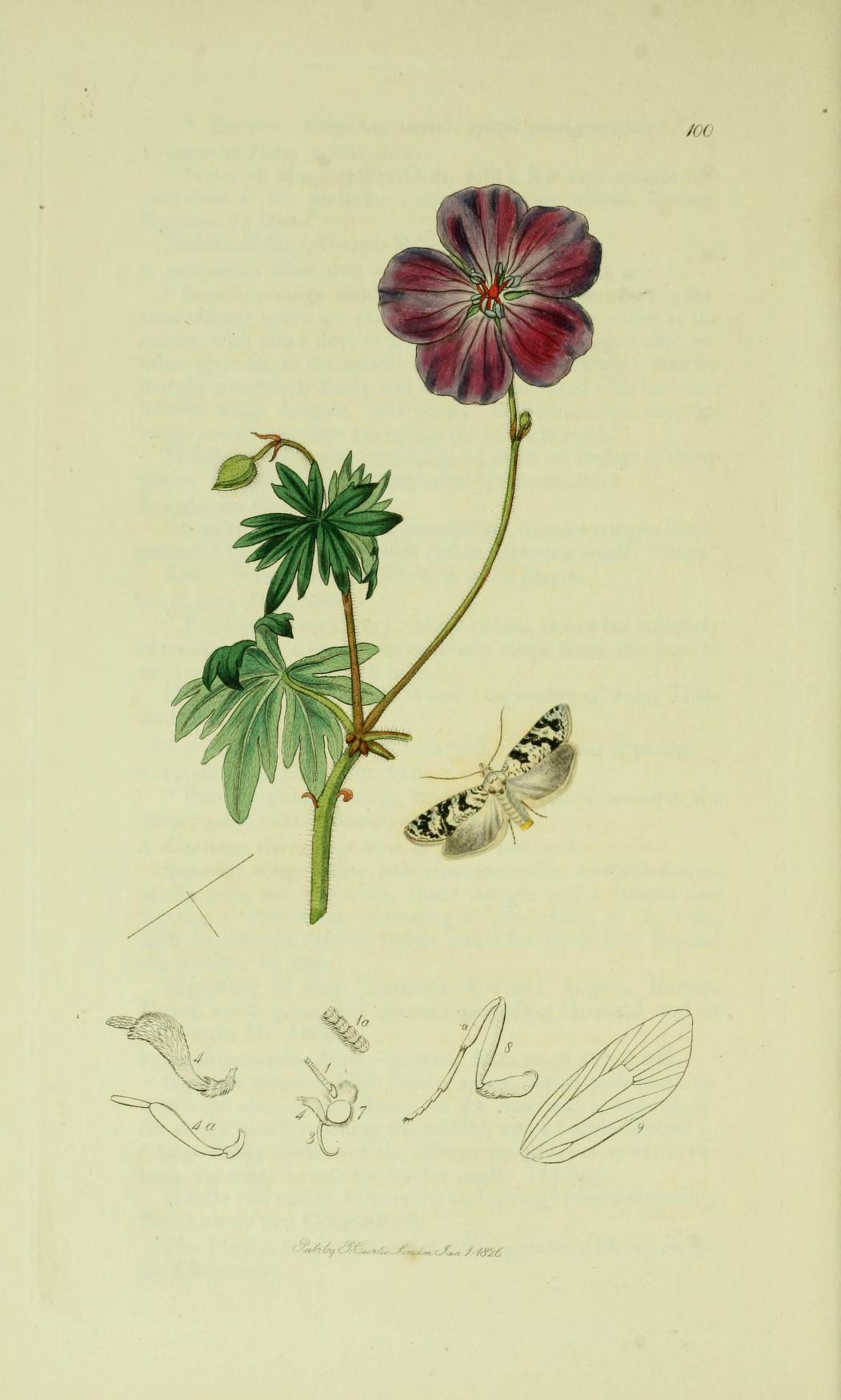
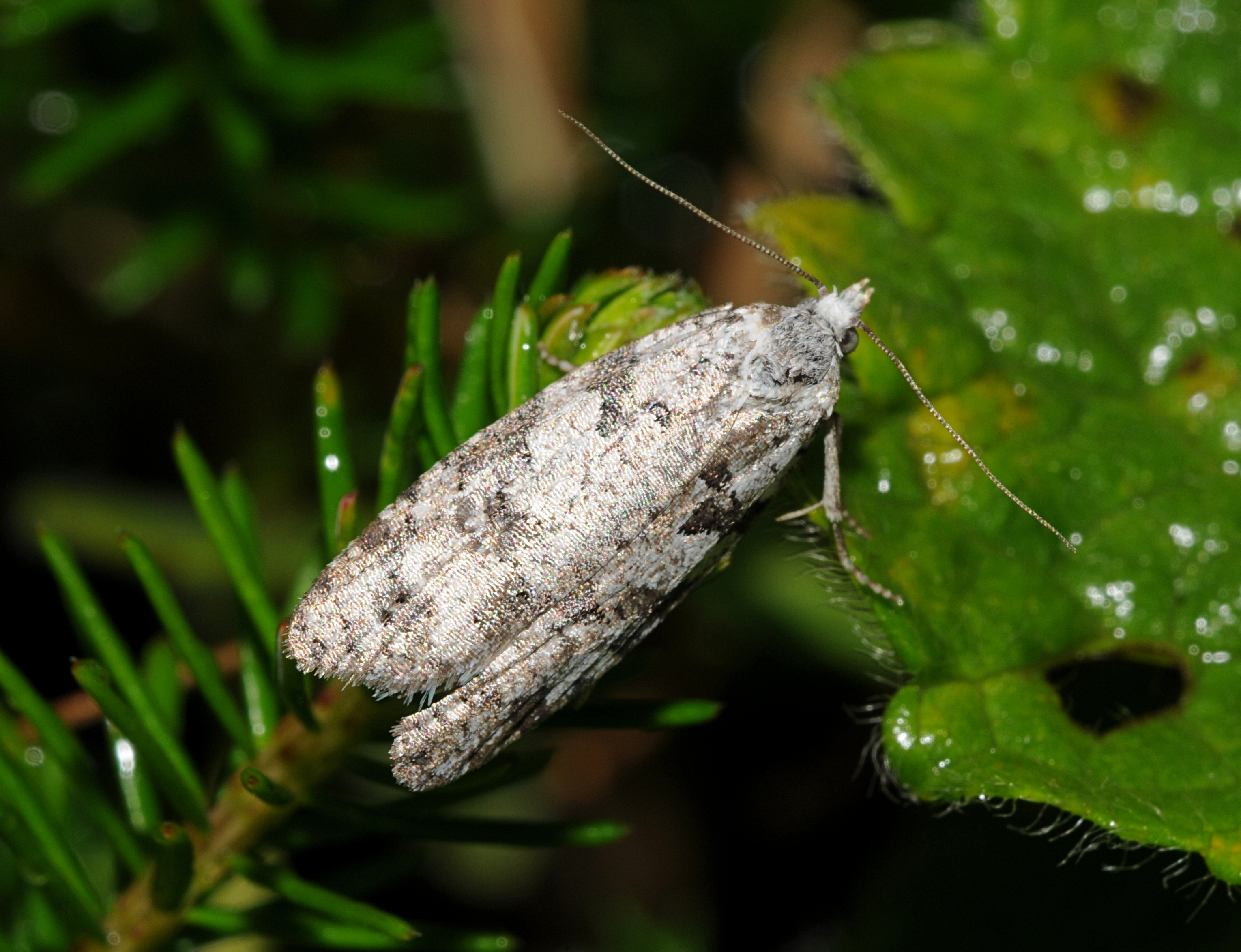

## Dottertaxa tillEana, i alfabetisk ordning[1][2]
- Eana agricolana
- Eana alpestris
- Eana alpicola
- Eana amseli
- Eana andreana
- Eana angulella
- Eana antiphila
- Eana argentana
- Eana batangiana
- Eana bellana
- Eana biformana
- Eana biruptana
- Eana boreana
- Eana borreoni
- Eana buvati
- Eana candidana
- Eana canescana
- Eana cantiana
- Eana caradjai
- Eana cinerana
- Eana clarana
- Eana clercana
- Eana colossa
- Eana colquhounana
- Eana cottiana
- Eana cyanescana
- Eana darvaza
- Eana derivana
- Eana diurneana
- Eana dominicana
- Eana dumonti
- Eana evisa
- Eana filipjevi
- Eana fiorana
- Eana freii
- Eana georgiella
- Eana goiiana
- Eana gouana
- Eana govana
- Eana grisescana
- Eana herzegovinae
- Eana hungariae
- Eana idahoensis
- Eana impunctana
- Eana incanana
- Eana incognitana
- Eana incompta
- Eana infuscata
- Eana italica
- Eana jackhi
- Eana joannisi
- Eana kuldjaensis
- Eana legrandi
- Eana livonica
- Eana magnana
- Eana margaritalis
- Eana maroccana
- Eana monochromana
- Eana montserrati
- Eana nervana
- Eana nevadensis
- Eana niveosana
- Eana osseana
- Eana pallida
- Eana pallifrons
- Eana paraliana
- Eana penziana
- Eana plumbeana
- Eana pratana
- Eana pseudolongana
- Eana pyrenaea
- Eana pyrenaica
- Eana quadripunctana
- Eana rastrata
- Eana rielana
- Eana rundiapicana
- Eana sarmarcandae
- Eana schoenmanni
- Eana similis
- Eana solfatarana
- Eana stelviana
- Eana styriacana
- Eana subargentana
- Eana subnervana
- Eana tibetana
- Eana venansoni
- Eana vetulana
- Eana viardi
- Eana viridescens